# Kommunista Könyvtár
A Kommunista Könyvtár egy magyar nyelvű  könyvsorozat volt 1919-ben, amely a következő műveket tartalmazta:
- [1] Lenin [Nikoláj]: A harc útja. 1. Levél a taktikáról. 2. Beszéd a tanácsok harmadik kongresszusán. Ford.: Rudnyánszky Endre. 2. (magyarországi) kiad. 23 l.
- [2] Kun Béla: Kié a föld? 4. (magyarországi) kiad. 16°. 8. l.
- [3] Kun Béla: Ki fizet a háborúért? 3. kiad. 8 l.
- [4] Mi a tanácsköztársaság? 2. és 4. (magyarországi) kiad. 8 l.
- [5] Csicserin orosz külügyi népbiztos levele Woodrow Wilson úrhoz, az Amerikai Egyesült Államok elnökéhez. 16 l.
- [6] Lenin [Nikoláj]: Állam és forradalom. Ford. Rudas László. 111 [1] l.
- [7] Bucharin Nikoláj: A kommunisták (bolsevisták) programmja. Ford.: Rudnyánszky Endre. 2. magyarországi kiad. 106 l.
- [8] Radek Károly: A szocializmus fejlődése a tudománytól a valóságig. Ford.: Boros F. László. 32 l.
- [9] Bucharin Nikoláj: Osztályharc és forradalom Oroszországban. Ford.: Szamuely Tibor. 2. (magyarországi) kiad. 62 l.
- [10] Pannekoek Antal: A zsákmány felosztása. Ford.: Nánássy György. 2. (magyarországi) kiad. 14 l.
- [11] Kollontaj Alexandra: A dolgozó anya. Ford.: Szamuely Tibor. 22 l.
- [12] Kun Béla: Mit akarnak a kommunisták? 2. (magyarországi) kiad. 22 l.
- [13] Bucharin Nikoláj: Az imperializmus diktatúrájától a proletárdiktatúráig. Ford.: Rajczy Dezső. Ujságüzem kny. 53 1 l.
- [14] Bucharin Nikoláj: Le a nemzetközi rablókkal! Ford.: Hancsók Kálmán. 31 [1] l.
- [15] Szabó Ervin: A tőke és a munka harca. 3. kiad. Közokt. népbizt. 110 l.
- [16] Bellamy Edward: Mese a vízről. Tanulságos történet. 14 l.
- [17] Bucharin Nikoláj: Világgazdaság és imperializmus. Közgazdasági tanulmány. Ford.: Hancsók Kálmán. 148 l.
- [18] Oroszországi kommunista párt programmja. Elfogadta a 8. pártkongresszus 1919. márc. 18–23-án. 30 l.
- [19] Marx Karl: Szabadkereskedelem és védővám. Függelékül Friedrich Engels cikke ugyanarról. Ford.: Szabados Sándor. 56 l.
- [20] Bogdanov A.: Politikai gazdaságtan. 40 l.
- [21] Marx Karl: A nemzetközi munkásszövetség első üzenete. Ford.: Szabados Sándor. 46 l.
- [22] Marx Karl: Forradalom és ellenforradalom Németországban. Ford.: Kunfi Zsigmond. 119 [1] l.